# Partit Liberal Weylerista
El Partit Liberal Weylerista va ser un partit polític d'àmbit eminentment mallorquí que s'organitzà a l'entorn del general Weyler com escissió del Partit Liberal al final de la Restauració.

## Antecedents
La pèrdua de les darreres colònies espanyoles provocà una important diversitat de reaccions que s'agruparen sota l'epígraf de regeneracionisme. José Canalejas y Méndez cercava un general perquè liderés aquest moviment dins la facció liberal però Weyler en aquells moments es volia mantenir allunyat del joc polític. Per això finalment es decidí pel general Polavieja.
Però el mateix any 1898 es fundà a Mallorca el Cercle Weylerista compost al mateix temps per conservadors, catòlics, republicans i liberals. El grup publicà un manifest weylerista al diari La Ultima Hora i comptava amb el suport del seu propietari Josep Tous Ferrer, els republicans Jeroni Pou i Francesc García Orell, l'industrial Joan Oliver àlies Maneu, el propietari Joan Sureda Bimet o l'escriptor Joan Torrendell. El document proclamava l'adhesió dels mallorquins al militar, culpava de la crisi als polítics i defensava la necessitat de regenerar el país.
Però l'aliança de Polavieja amb el Partit Conservador provocà una nou acostament entre Canalejas i Weyler que aquest cop tengué èxit. A les eleccions a Corts de 1899 elements weyleristes es presentaren a Mallorca a les eleccions amb la Coalició Liberal encapçalada per Epifani Fàbregas. Per mor d'això el 1901 els weyleristes mallorquins s'integraren al Partit Liberal.

## El weylerisme dins el Partit Liberal
Els anys que els seguidors de Weyler estigueren integrats dins les files del Partit Liberal ocuparen diversos llocs de responsabilitat. El metge Jaume Font i Monteros va ser batle de Palma entre 1905-1906 i l'empresari Josep Tous Ferrer regidor de l'ajuntament entre 1912-1913.
El fill del general, Ferran Weyler Santancana va ser elegit diputat per Mallorca (1908 i 1915) i per Ocaña (1910, 1914 i 1916).

## L'escissió liberal
L'entrada en política de Joan March Ordinas "Verga" a través del Partit Liberal suposà l'escissió del sector weylerista.
A les eleccions a Corts del febrer de 1918 per l'article 29 de la Llei Electoral va ser proclamat diputat Ferran Weyler, fill del general Weyler. Però als comicis de juny de 1919 no aconseguiren representació.